# 5月28日 (旧暦)
旧暦5月28日は、旧暦5月の28日目である。六曜は友引である。

## できごと
- 建久4年（ユリウス暦1193年6月28日） - 曾我祐成・曾我時致兄弟が父・河津祐泰の仇・工藤祐経を討つ
- 寛永11年（グレゴリオ暦1634年6月23日） - 江戸幕府が長崎の出島の造成を命じる
- 寛永12年（グレゴリオ暦1635年7月12日） - 江戸幕府が第三次鎖国令を布告。海外渡航の全面禁止、在外邦人の帰国禁止
- 享保18年（グレゴリオ暦1733年7月9日） - 第1回隅田川花火大会が行われる
- 安政6年（グレゴリオ暦1859年6月28日） - 江戸幕府が、米・英・蘭・仏・露に対し神奈川（横浜）・長崎・箱館（函館）での自由貿易を許可する布告
- 文久元年（グレゴリオ暦1861年7月5日） - 第一次東禅寺事件。英公使オールコックが幕府の反対を押切って陸路入京したことに反撥した水戸藩浪士らが江戸・東禅寺の英仮公使館を襲撃。館員が負傷、警備兵を刺殺

## 誕生日
- 元永2年（ユリウス暦1119年7月7日） - 崇徳天皇、75代天皇（+ 1164年）
- 宝暦4年（グレゴリオ暦1754年7月18日） - 黒田治高、第8代福岡藩主（+ 1782年）
- 天保5年（グレゴリオ暦1834年7月4日） - 桂久武、政治家（+ 1877年）
- 弘化4年（グレゴリオ暦1847年7月10日） - 物集高見、国語学者（+ 1928年）
- 嘉永3年（グレゴリオ暦1850年7月7日） - 初代三遊亭圓遊、落語家（+ 1907年）

## 忌日
- 元慶4年（ユリウス暦880年7月9日） - 在原業平、歌人・六歌仙・三十六歌仙の一人（* 825年）
- 建久4年（ユリウス暦1193年6月28日） - 曾我祐成、武士、曾我兄弟の兄（* 1172年）
- 慶長20年（グレゴリオ暦1615年6月24日） - 片桐且元、大名（* 1556年）